# گوالتا
گوالتا (به اسپانیایی: Gualta) یک منطقهٔ مسکونی در اسپانیا است که در بایکس امپوردا واقع شده‌است. گوالتا ۹٫۰ کیلومتر مربع مساحت دارد.